# Ojcowizna

Ojcowizna  (prononciation : [ɔi̯t͡sɔˈvizna]) est un village polonais de la gmina de Brańszczyk dans le powiat de Wyszków de la voïvodie de Mazovie dans le centre-est de la Pologne.
Il se situe à environ 5 kilomètres à l'ouest de Brańszczyk (siège de la gmina), 9 kilomètres au nord-est de Wyszków (siège du powiat) et à 61 kilomètres au nord-est de Varsovie (capitale de la Pologne).
Le village possède une population de 93 habitants en 2011.

## Histoire
De 1975 à 1998, il faisait partie du territoire de la Voïvodie d'Ostrołęka